# Viktor Asmaev
 (mars 2019).
Si vous disposez d'ouvrages ou d'articles de référence ou si vous connaissez des sites web de qualité traitant du thème abordé ici, merci de compléter l'article en donnant les références utiles à sa vérifiabilité et en les liant à la section « Notes et références ».
Viktor Asmaev (né le 16 novembre 1947 et mort le 12 octobre 2002) est un cavalier soviétique de saut d'obstacles.
Il a remporté une médaille d'or en saut d'obstacles avec l'équipe soviétique aux jeux olympiques d'été de 1980 à Moscou.

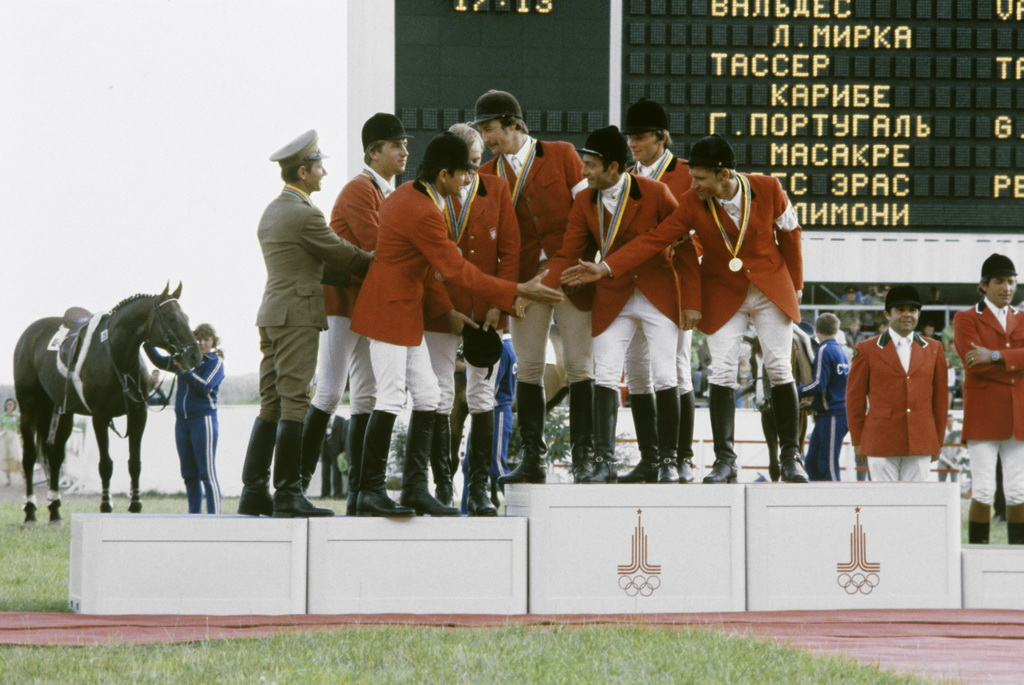
Les équipes soviétique (or) et polonaise (argent) sur le podium de saut d'obstacles aux Jeux olympiques de 1980.